# Wambach (Freindorfer Mühlbach)
Der Wambach ist ein Bach in Ansfelden und Linz. 
Der Bach hat eine Länge von rund sieben Kilometer. Er mündet in den Freindorfer Mühlbach, einen Nebenarm der Krems, knapp oberhalb dessen Mündung in die Traun.
Der Ursprung des Wambachs liegt im Gemeindegebiet von Ansfelden (Mair in der Than, Stärk Golf) und fließt vor der Brücke am Kremstalweg über die Stadtgrenze nach Linz in die gleichnamige Katastralgemeinde Wambach. Ein Teil des Wassers wurde nach dieser Brücke in der Höhe des Hofes Waldbot bereits in früher Zeit in den Stetingermühlbach geleitet, der einen Teich speiste und ein Wasserrad antrieb. Der Großteil des Wassers wurde jedoch im ursprünglichen Bachverlauf belassen. 
Nachdem die Brücke 2006 neu gebaut werden musste, wurde der Straßenverlauf und der Verlauf des Baches verlegt. Der Grund lag in oftmaligen Überschwemmungen in diesem Bereich. Eine Begradigung des Baches in Gottschalling bis zur Kremsmünstererstraße war bereits im Zuge des Baus der Westautobahn 1941 durchgeführt worden. Bereits 1943 hatte diese Maßnahme große Überflutungen ausgelöst. Nach der Fertigstellung der Autobahn wurde der Bach durch eine Unterführung in ein betoniertes Bett neben der Wambachstraße geleitet. Zur Entnahme von Schwemmmaterial wurde Ende der 1960er Jahre unterhalb der Unterführung ein Reservoir errichtet. Zusätzliche Regulierungsmaßnahmen wurden 1972 am rechten Mühlbachufer und der Kremsmünstererstraßenbrücke durchgeführt, anlässlich des Bauprojekts Unterwachtberg entstand 1997 ein 170 Meter langer renaturierter Abschnitt, in dem der Uferbereich von 15 Meter auf 50 Meter aufgeweitet wurde. Der Neubau der Wambachbrücke machte 2007 zudem die Anlage eines Fischaufstieges möglich.

## Fischbestand
Nach einer Untersuchung aus dem Jahr 1987 setzt sich der Fischbestand im Oberlauf des Wambachs großteils aus Elritzen zusammen, während im Unterlauf auch Bachforelle, Aitel, Gründling und Schmerle vertreten sind.